# 癌人
吸煙男（英語：Smoking Man），亦稱為癌人（英語：Cancer Man）、煙鏟（英語：Cigarette-Smoking Man，CSM）或煙鏟史賓德（英語：C.G.B. Spender），是著名美国科幻电视连续剧《X档案》中的人物之一，在电视剧中他始终抽着香烟，没有名字，他主导并参与刺杀了約翰·肯尼迪和马丁·路德·金，是影子政府的重要成员和主要行动负责人，大部分X档案影迷认为他是男主角福克斯·穆德的真正父亲，因为他始终在背地以某种方式保护穆德。
癌人是个业余作家，但是不被出版社看好，唯一一次发表的作品被出版社篡改严重并只能被发布在名不见经传的小报上。癌人原计划发表作品后就从影子政府辞职，但得知作品被删改，遂撕毁了辞职信。